# سانگی نجیداپ
سانگی نجیداپ (انگلیسی: Sangay Ngedup؛ زادهٔ ۱ ژوئیهٔ ۱۹۵۳) سیاست‌مدار اهل بوتان است. او دو دوره از ۱۹۹۹ تا ۲۰۰۰ و از ۲۰۰۵ تا ۲۰۰۶ نخست وزیر بوتان بود.